# یاتسک لاشچکوفسکی
یاتسِک لاشچْکوفسکی (لهستانی: Jacek Laszczkowski؛ زادهٔ ۲۸ مارس ۱۹۶۶) خواننده مشهور اپرا اهل لهستان است که هم با صدای تنور و هم با صدای سوپرانو می‌خواند.
او موسیقی را با آموختن ساز کلارینت آغاز کرد و سپس برای ادامهٔ تحصیل به دانشگاه موسیقی شوپن رفت و با درجهٔ ممتاز از آنجا فارغ‌التحصیل شد. نخستین نقش اپرای را با اجرای یکی از شخصیت‌های دون پاسکوال اثر گائتانو دونیزتی در دوران دانشجویی انجام داد. سپس نخستین نقش حرفه‌اش را با اجرای اپرای دستبرد به حرمسرا اثر ولفگانگ آمادئوس موتسارت ایفا نمود. از آن پس او نقش‌های اپرایی متفاوتی را در سرتاسر اروپا اجرا نموده‌است. وی در سال ۲۰۱۱ بابت مشارکت‌های هنری‌اش برندهٔ  نشان سیمین شایستگی در فرهنگ - گلوریا آرتیس شد.
از فیلم‌هایی که وی در آن‌ها نقش داشته‌است، می‌توان به نغمهٔ روح اشاره نمود.